# Jean Aribaud
Pour les articles homonymes, voir Aribaud.
Jean Aribaud (né le 30 novembre 1943 à Carcassonne) est un haut fonctionnaire français.

## Biographie

### Études
Jean Aribaud est diplômé de l'Institut d'études politiques de Paris (section Service public, promotion 1966) et ancien élève de l'École nationale d'administration (promotion Thomas-More, 1969-1971).
À sa sortie de l'ENA, il devient administrateur civil au ministère de l'Intérieur.

### Préfet
Menant une carrière dans la préfectorale, il est successivement préfet de la Lozère (1989-1992), de l'Yonne (1992-1993).
De 1993 à 1997, il est envoyé à Monaco pour intégrer le gouvernement comme conseiller de gouvernement pour l'Intérieur, puis revient en France en tant que préfet de la Seine-Saint-Denis.
De 1997 à 2001 il est nommé haut-commissaire de la République en Polynésie française, puis préfet de la Seine-Saint-Denis (2001-2002), de la Seine-Maritime (2002-2004) et du Nord (2003-2006).

### Préfet de région
Le 19 décembre 2002, il est nommé préfet de Seine-Maritime et de la région Haute-Normandie.
Le 9 juillet 2004, il est nommé préfet de la région Nord-Pas-de-Calais et de la zone de défense Nord, en tant que préfet du Nord.

## Récompenses et distinctions

### Décorations
- Officier de la Légion d'honneur, promu officier le 31 décembre 1999[6]
  -  Chevalier de la Légion d'honneur, le 21 octobre 1991

- Commandeur de l'ordre national du Mérite, le 14 mai 2004[7]
  -  Officier de l'ordre national du Mérite, promu officier le 3 décembre 1994[8]
  -  Chevalier de l'ordre national du Mérite, le 15 mai 1986
- Médaille d'honneur de l'administration pénitentiaire, or[9]